# Schwedenprozession
Die Schwedenprozession ist ein Brauch in den drei Städten Kronach, Überlingen und Weismain im Gedenken an erfolgreich widerstandene Belagerungen durch die Schweden im Dreißigjährigen Krieg.

## Kronach

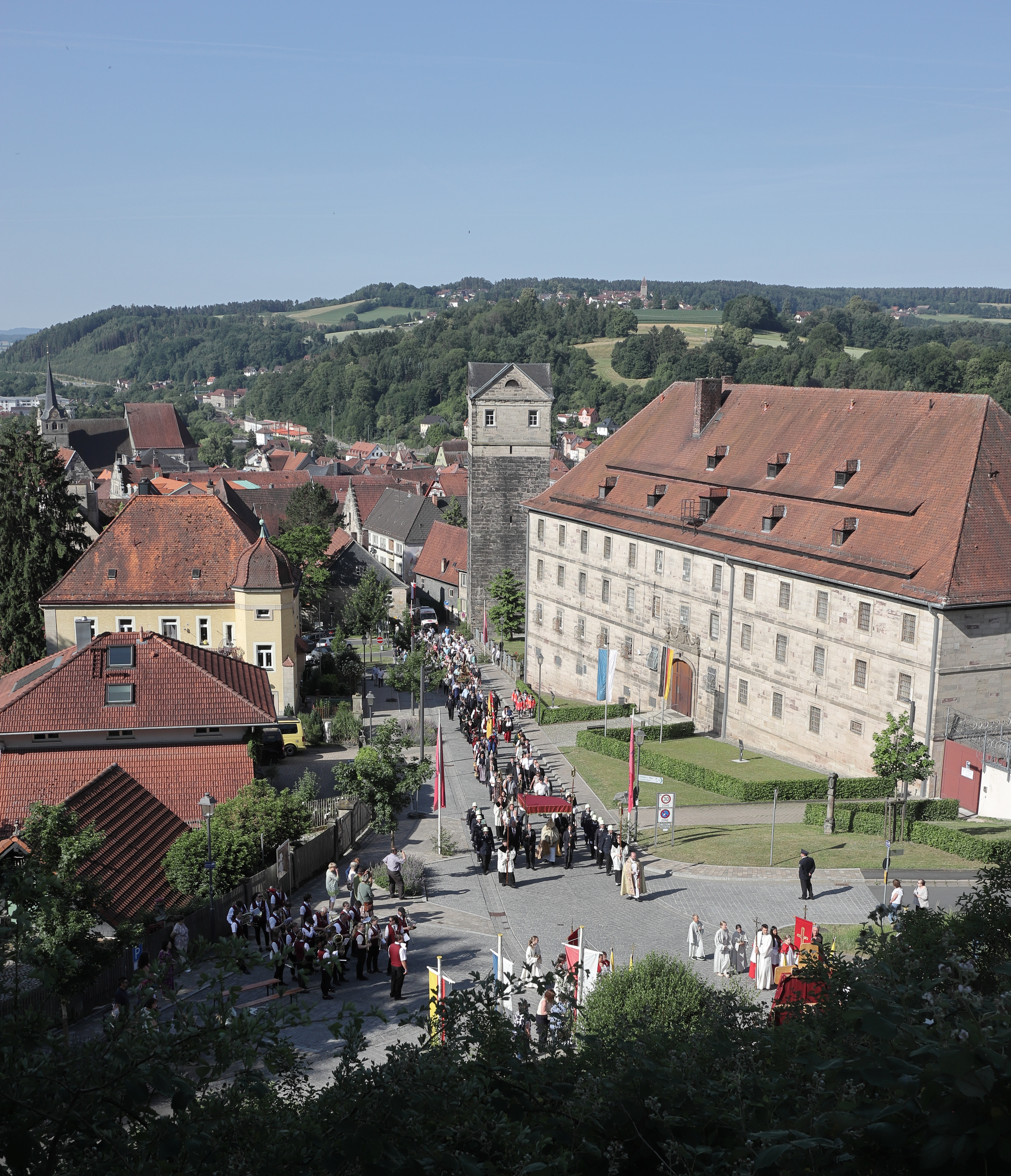
Bild von der Festung Rosenberg auf die erste Station der Schwedenprozession am 22. Juni 2025 am Kriegerdenkmal in Kronach.

Die Schwedenprozession in Kronach geht auf ein Gelöbnis der Stadtbewohner während der ersten Belagerung der Stadt im Jahr 1632 zurück und findet alljährlich am Sonntag nach Fronleichnam statt. Ursprünglich beteiligten sich daran Zünfte und das Bürgermilitär, später sind es Vereine, städtische Institutionen und historische Gruppen. Den Anfang der seit den 1970er Jahren ökumenischen Prozession bildet eine Eucharistiefeier in der Stadtpfarrkirche St. Johannes der Täufer ⊙, danach begeben sich die Teilnehmer auf den vier Stationen umfassenden Prozessionsweg durch die Altstadt zur Festung Rosenberg und zurück. An den einzelnen Stationen werden zu diesen Ereignissen teilweise mit Blumenteppichen geschmückte Altäre aufgebaut. Bis in die 1960er Jahre wurde auf dem gesamten Prozessionsweg ein Grasteppich ausgestreut.:83
Eine Besonderheit der Kronacher Schwedenprozession ist, dass die Frauen seit 1634 als Ehrung für ihre Tapferkeit bei der Verteidigung der Stadt gegen die Schweden dem Allerheiligsten und den Männern voranschreiten.
Während der Zeit des Nationalsozialismus war Behördenvertretern ab 1936 die Teilnahme an der Prozession untersagt, 1941 wurde sie von den Nationalsozialisten komplett verboten.:88, 99
Im Jahr 2024 wurde die Kronacher Schwedenprozession in das Bayerische Landesverzeichnis des immateriellen Kulturerbes aufgenommen.
| Station | Ort                                         | Koordinaten |
| ------- | ------------------------------------------- | ----------- |
| 1       | Kriegerdenkmal am Fuß der Festung Rosenberg | Lage        |
| 2       | Bastion St. Lothar der Festung              | Lage        |
| 3       | Bastion St. Heinrich der Festung            | Lage        |
| 4       | Ehrensäule auf dem Melchior-Otto-Platz      | Lage        |

## Überlingen
In Überlingen finden seit 1634 zweimal jährlich Schwedenprozessionen statt. Diese sind nicht an „feste“ Kalenderdaten gebunden, sondern finden jeweils am zweiten Sonntag im Mai (Muttertag) und Juli statt. Nur zu diesen beiden Prozessionen werden die „Schwedenmadonna“ und andere wertvolle Prozessionsstücke aus der Schatzkammer des Münsters St. Nikolaus geholt und die gesamte Prozession über von Ministranten und Pfadfindern aus Überlingen mitgetragen.
Den Anfang bildet ein Hochamt im Münster St. Nikolaus, danach begibt man sich bei trockenem Wetter auf einen Rundweg durch die Stadt mit sechs Altären der „Nachbarschaften“ als Stationen, bei nasser Witterung auf einen Rundweg zu den verschiedenen Altären im Münster. An den einzelnen Stationen werden zu diesen Ereignissen – teilweise mit Blumenteppichen verzierte – Altäre in den Straßen aufgebaut. Nach gemeinsamem Gebet und der Wandlung erschallen jeweils drei laute Kanonenschüsse, die an die Belagerung durch die Schweden erinnern.
Kleine Unstimmigkeiten brachte die neuere Forschung ans Licht: Vergessen ist Rolle des Kapuzinerpaters Stanislaus Saurbeck während der Belagerung und auch, dass die Stadt nicht immer konsequent in der Erfüllung des Gelübdes war.
Die Prozessionsgemeinschaft, die den Rundweg bestreitet, besteht aus der „Schwedenmadonna“, anderen Heiligen (als Figuren), dem „Allerheiligsten“ (Jesus Christus in der Form einer Hostie), den jährlichen Kommunionskindern der Stadt, den Stadt- und Pfarrgemeinderäten, der örtlichen Stadtkapelle sowie der Kirchengemeinde.
Seit dem Jahr 1996 erweitern die „Schwertletänzer“ die jedes Jahr im Juli stattfindende Prozession und führen im Anschluss an die Prozession den „Schwertletanz“ auf dem Münsterplatz und auf der Hofstatt auf.
| Station | Ort (trockene Witterung)              | Koordinaten |
| ------- | ------------------------------------- | ----------- |
| 1       | Franziskanerkirche                    | Lage        |
| 2       | Jodokkapelle                          | Lage        |
| 3       | Friedhof/Wiestorschule                | Lage        |
| 4       | Marienbrunnen beim städtischen Museum | Lage        |
| 5       | Münsterplatz                          | Lage        |
| 6       | Münster St. Nikolaus                  | Lage        |

## Weismain
Im Dreißigjährigen Krieg gelang es einer Sage nach, die schwedischen Belagerer zu vertreiben, indem sich eine kleine Einheit, die hauptsächlich aus Bauern bestand, zusammenzog, von der Burg Niesten in Richtung Weismain zog und mit Handwerkszeug und anderem Gerät solchen Lärm verursachte, dass die Schweden befürchteten, die kaiserlichen Truppen seien im Anmarsch. Zum Gedenken findet jährlich an Mariä Himmelfahrt, am 15. August, eine Schwedenprozession statt.